# Adalbert I de Toscana
Adalbert I (n. cca. 820 – d. 886) a fost margraf de Toscana începând din jurul anului 847.
Adalbert a fost fiul margrafului Bonifaciu al II-lea de Toscana, care a fost deposedat de feudele sale de către împăratul Lothar I, și succesorul fratelui său mai mare, Aganus. Domnia lui Adalbert a fost lungă și plină de reușite.
El a luat partea lui Carloman de Bavaria împotriva regelui Carol cel Pleșuv al Franței, în cadrul luptei dintre aceștia pentru stăpânirea asupra Regatului Italiei. Adalbert a adoptat această poziție cu toate că papalitatea îl susținea pe Carol. În condițiile în care curtea de la Roma persista în a-l sprijini pe regele Franței, Adalbert a luat inițiativa unui marș asupra Romei, forțându-l pe papa Ioan al VIII-lea să caute refugiu în Bazilica Sfântul Petru din Roma și silindu-i pe cetățenii din Roma să jure credință lui Carloman. Excomunicarea lansată asupra lui de către papa Ioan nu a avut niciun efect.
Adalbert I a murit în 884 sau, mai probabil, în 886 și a fost succedat de fiul său, Adalbert al II-lea.